# Hydrovatus singularis
Hydrovatus singularis är en skalbaggsart som beskrevs av Guignot 1956. Hydrovatus singularis ingår i släktet Hydrovatus och familjen dykare. Inga underarter finns listade i Catalogue of Life.